# Anthony B. Rylands
Anthony Brome Rylands (* 1950 in Surrey, England) ist ein britischer Primatologe. Sein Forschungsschwerpunkt sind die neotropischen Primaten.

## Leben
Von 1964 bis 1969 besuchte Rylands das Radley College in Radley bei Abingdon-on-Thames. Ab 1970 absolvierte er ein Bachelorstudium in Zoologie am Imperial College London, das er 1973 mit Auszeichnung abschloss. Von Juli 1976 bis März 1986 war Rylands wissenschaftlicher Mitarbeiter an der ökologischen Abteilung des Instituto Nacional de Pesquisas da Amazônia (INPA) in Manaus, Amazonas, wo er über die Biogeographie, die Ökologie und das Verhalten des Aripuanã-Seidenäffchens (Mico intermedius) in Mato Grosso sowie des Goldkopflöwenäffchens (Leontopithecus chrysomelas) und des Kuhl-Büschelaffen (Callithrix kuhlii) in Bahia forschte. Diese Freilandstudien bildeten die Grundlage für seine Dissertation The Behaviour and Ecology of Three Species of Marmosets and Tamarins (Callitrichidae, Primates) in Brazil., mit der er 1982 an der University of Cambridge zum Ph.D. in Verhaltensökologie promoviert wurde. Von 1983 bis 1986 war Rylands Koordinator des Kooperationsprojekts Biologische Dynamik von Primaten in Waldfragmenten zwischen dem INPA und dem WWF. 
1986 trat Rylands der Fakultät des Instituts für Biowissenschaften an der Universidade Federal de Minas Gerais (UFMG) bei, wo er von 1991 bis 2005 als Professor für Wirbeltierzoologie tätig war. Dort half er bei der Gründung des Masterstudiengangs in Ökologie, Naturschutz und Wildtiermanagement, dem ersten seiner Art in Brasilien. Er war Mentor von 23 Masterstudenten und Doktoranden und betreute 60 Master- und Doktorstudiengänge. Rylands arbeitet seit 1992 mit Conservation International zusammen, zunächst als Forschungsmitglied beim Programm der Partnerorganisation Conservação Internacional do Brasil und von 1999 bis 2009 als Direktor des Programms für gefährdete Arten am neugegründeten Center for Applied Biodiversity Science in Washington, D.C. Von 2000 bis 2017 war er Forschungsgruppenleiter bei Conservation International, wo er unter anderem Manager-Positionen bei der Margot Marsh Biodiversity Foundation und beim Primate Action Fund innehatte. 
Rylands ist seit 1980 Mitglied bei der Primate Specialist Group (PSG) der IUCN/Species Survival Commission und seit 1996 deren stellvertretender Vorsitzender. Er war 1993 Gründer und bis 2005 Mitherausgeber des Newsletters und der Zeitschrift Neotropical Primates der PSG und ist seit 1996 Mitherausgeber der Zeitschrift Primate Conservation.
Im Jahr 2000 gehörte Rylands zu Erstbeschreibern des Acarí-Seidenäffchens (Mico acariensis).
Zu den Buchveröffentlichungen von Rylands zählen The Status of Conservation Areas in the Brazilian Amazon (1991), Marmosets and Tamarins: Systematics, Behaviour, and Ecology (1993), Lion Tamarins: Biology and Conservation (2002), Monkeys of the Guianas: Guyana, Suriname, French Guiana: Pocket Identification Guide (2008, mit Russell Mittermeier), South Asian Primates: Pocket Identification Guide (2008, mit Russell Mittermeier), Indigenous Peoples and Conservation, From Rights to Resource Management (2010), Lémuriens de Madagascar (2014, mit Olivier Langrand und Russell Mittermeier), Monkeys of Peru: Pocket Identification Guide (2015, mit Laura K. Marsh und Russell Mittermeier), All the World’s Primates (2016, mit Russell Mittermeier) und Back from the Brink: 25 Conservation Success Stories (2017, mit Russell Mittermeier). 
2013 war Rylands neben Russell Mittermeier und Don E. Wilson Mitherausgeber des dritten Bands der Reihe Handbook of the Mammals of the World über die Primaten und wirkte als Beitragschreiber an den Familienkapiteln über die Krallenaffen (Callitrichidae), Kapuzinerartigen (Cebidae), Sakiaffen (Pitheciidae), Klammerschwanzaffen (Atelidae) und Meerkatzenverwandten (Cercopithecidae) mit. Ferner ist er seit dem Jahr 2000 Mitherausgeber der Schriftenreihe Primates in Peril. The World’s 25 Most Endangered Primates, ein Kooperationsprojekt von Conservation International und der IUCN/SSC Primate Specialist Group. 2024 war er neben Russell Mittermeier Co-Autor des Werkes Neotropical Primates, das beim Verlag Lynx Edicions erschienen ist. 

## Dedikationsnamen
2014 benannte Laura K. Marsh die Primatenart Pithecia rylandsi aus der Gattung der Sakis (Pithecia) zu Ehren von Anthony B. Rylands.